# دنیل آلبرتو
دنیل آلبرتو (انگلیسی: Daniel Alberto؛ زادهٔ ۱۰ آوریل ۱۹۵۶) بازیکن فوتبال اهل آرژانتین است.
از باشگاه‌هایی که در آن بازی کرده‌است می‌توان به باشگاه فوتبال نیم المپیک، باشگاه فوتبال پاریس، باشگاه اتلتیکو ایندپندینته، و باشگاه فوتبال لانس اشاره کرد.